# 고양이 교상
고양이 교상(cat bite)이란 고양이(학명: Felis catus)가 인간이나 다른 고양이, 또는 다른 동물을 물어서 발생시키는 교상이다.
미국에서 인간에게 발생하는 모든 동물 교상의 5 - 15%가 고양이 교상이다. 하지만 사람들이 고양이의 위험성을 과소평가하고 치료를 받지 않는 경우가 있기 때문에, 이 수치는 실제 발생건수보다 적게 집계된 것으로 여겨진다. 치료받지 않은 고양이 교상은 세균 또는 바이러스 감염증으로 이어질 수 있으며, 드물지만 광견병과 같은 치명적 질병으로 이어져 사망할 수도 있다.
고양이 교상은 인간뿐 아니라 다른 고양이를 비롯한 다른 동물들에게도 치명적이라서 수의과 진료를 필요로 한다. 특히 몸집이 작은 소동물은 고양이의 구강내 세균이 빠르게 전신감염을 일으키기 때문에, 구조되어 치료를 받아도 70 - 80% 가량이 사망한다.:169-171

## 같이 보기
- 광견병